# Denis Goldberg
Denis Goldberg (Città del Capo, 11 aprile 1933 – Città del Capo, 29 aprile 2020) è stato un politico e attivista sudafricano.

## Biografia
Di famiglia ebraica, fu membro del Partito comunista sudafricano e attivista nella lotta contro l'apartheid, venendo per questo imprigionato alle Isole Robben con Nelson Mandela. Dopo le prime elezioni non razziali in Sudafrica, Goldberg fondò l'organizzazione di sviluppo Community H.E.A.R.T. a Londra nel 1995 per aiutare a migliorare il tenore di vita dei sudafricani neri.
Tornato in Sudafrica nel 2002 dopo aver vissuto alcuni anni in Germania, divenne consigliere speciale del ministro Ronnie Kasrils, ruolo da lui tenuto fino al 2004. Nel 2010 pubblicò la sua autobiografia.
Denis Goldberg morì il 29 aprile 2020 per un tumore polmonare. 

## Vita privata
Si sposò due volte ed ebbe due figli: un maschio e una femmina.

## Opere
- A Life for Freedom: The Mission to End Racial Injustice in South Africa, University Press of Kentucky, ISBN 978-0-8131-6685-8.